# 허지웅
허지웅(한국 한자: 許志雄, 1979년 12월 14일 ~ )은 대한민국의 진보성향 평론가, 칼럼니스트, 작가, 방송인이다.

## 생애
광주광역시에서 태어났으며 서울과 광주를 이사하며 자랐다. 명지대학교 경영학과 재학 중 오마이뉴스 사회부, 필름2.0, 남성월간지 GQ, 영화 격주간지 프리미어에서 기자 생활을 했다.
가수 신해철과 함께 남성월간지 맥심의 재창간을 도모하다가 알려지지 않은 이유로 신해철과 함께 퇴사했다고 한다. 에세이 《대한민국 표류기》《거꾸로 생각해봐2》, 영화서 《망령의 기억》, 소설 《개포동 김갑수씨의 사정》, 에세이 《버티는 삶에 관하여》 《나의 친애하는 적》등의 책을 펴냈다.
전문 분야는 영화 비평이지만 시사 분야의 논객으로도 활동한다.
JTBC 《마녀사냥》과 《썰전》을 진행했다.
현재는 채널A의《이제 만나러 갑니다》에 출현하고 있다.

## 학력
- 서울반원초등학교
- 경원중학교
- 고려고등학교
- 명지대학교 경영학과

## 경력
- 2005년 필름2.0 공채
- 2007년 GQ KOREA 입사
- 2008년 프리미어 입사
- 2008년 시네마디지털서울영화제 심사위원
- 2009년 부천국제판타스틱영화제 심사위원

## 연재
- 경향신문 허지웅의 영화로 보는 세상 연재
- 월간방송작가 세상보다 넓은 영화 연재
- GEEK 크리틱 연재
- 주간경향 허지웅의 터치스크린 연재
- 한겨레21 크로스 연재
- PD저널 방송 다시보기 연재
- 대학내일 개포동 김갑수씨의 사정 연재
- 한겨레 허지웅의 극장뎐 연재
- 시사IN 까칠꺼칠 연재
- 시사인 캐릭터 열전 연재
- 일간스포츠 허지웅의 불량문화 연재

## 작품
- 2022년 《최소한의 이웃》
- 2020년 《살고 싶다는 농담》
- 2016년 《나의 친애하는 적》
- 2014년 《버티는 삶에 관하여》
- 2014년 《개포동 깁갑수씨의 사정》
- 2011년 《망령의 기억 (1960~80년대 한국공포영화)》
- 2010년 《거꾸로 생각해봐 2》
- 2009년 《대한민국표류기》

## 방송
- 2020년 SBS 러브FM 허지웅쇼 DJ
- 2020년 JTBC 아는 형님 출연.
- 2020년 KBS2 《해피투게더4》 게스트
- 2019년 MBC 《나 혼자 산다》 게스트
- 2017년 MBC 《20세기 소년소녀》 〈힐링포유〉 진행자 허지웅 역(특별출연)
- 2017년 SBS 《국민면접》 심사위원
- 2016년 JTBC 《이번 주 아내가 바람을 핍니다》 영화 프로그램 진행자 역
- 2016년 On Style 《런드리 데이》
- 2016년 SBS 《미운 우리 새끼》
- 2015년 SBS 《동상이몽, 괜찮아 괜찮아》
- 2015년 MBC 《킬미힐미》 출판사 편집장 역
- 2014년 JTBC 《속사정쌀롱》 진행
- 2014년 SBS 《괜찮아, 사랑이야》 라디오 DJ 역
- 2014년 다음 tv팟 《썸남썸녀》전회출연자 남자1호 역(특별출연)
- 2014년 MBC 《라디오스타》
- 2013년 JTBC 《마녀사냥》 진행
- 2013년 JTBC 《썰전》 진행
- 2012년 MBC 라디오 《굿모닝 FM 서현진입니다》
- 2012년 올레티비 《영화야 놀자》 진행
- 2012년 MBC 에브리원 《할 수 있는 자가 구하라》 본인 역
- 2011년 채널A 《무비홀릭》 진행
- 2011년 《돼지의 왕》 형사 1 역
- 2009년 《황금시대 - 신자유청년》 본인 역
- 2008년 MBC 라디오 《이소라의 오후의 발견》 코너 진행(게스트)
- 2008년 MBC 라디오 《서현진의 굿모닝 FM》 코너 진행(고정 게스트)
- 2008년 MBC 라디오 《두시의 데이트 윤종신입니다》 코너 진행(고정 게스트)
- 2007년 MBC 라디오 《이주연의 영화음악》 코너 진행(고정 게스트)

## 수상 목록
- 2020년 SBS 연예대상 라디오 신인상 (허지웅쇼)